# Stratus (moln)
Stratus, eller dimmoln, förkortning St, är ett huvudmolnslag med moln som befinner sig på låg höjd, mellan 50 m och 500 m. Molntypen är vanlig på vintern, särskilt i Sverige, när snötäcke och kall markyta gör det svårt för stack- och bymoln att bildas. Dimmoln bildar ett molntäcke på himlen, utan några skarpa molnkonturer, medan dimmoln vid marken ger dimma. Dimmoln kan i vissa fall ge regn, duggregn, kornsnö, isnålar och halo. Molnen förekommer ofta i samband med nederbörd (regn) från nimbostratusmoln.

## Stratusmoln
Stratusmoln bildas ofta i inversionslager och är mycket stabila. En inversion stänger in fuktig luft i ett smalt lager, vilket leder till stratusmoln genom bland annat blandning.